# Kaliska (stacja kolejowa)
Kaliska – przystanek kolejowy w Kaliskach w powiecie starogardzkim. Według klasyfikacji PKP ma kategorię dworca lokalnego.

## Ruch pasażerski
| Rok  | Wymiana pasażerska na dobę |
| ---- | -------------------------- |
| 2017 | 300-149                    |
| 2022 | 300-499                    |

## Historia
Kolej dotarła do Kalisk w 1873 roku.

## Linia kolejowa
Przez Kaliska przebiega linia kolejowa 203 łącząca Tczew z Küstrin-Kietz, w Niemczech. Linia jest niezelektryfikowana, normalnotorowa, w okolicy Kalisk dwutorowa.
Przez Kaliska kursują pociągi m.in. relacji Tczew-Chojnice.

## Infrastruktura
Budynek dworca jest wielobryłowy. Został zbudowany z cegły, jest kryty dachówką. Główna część jest piętrowa. Do dworca przylega magazyn.
Peron są niezadaszone.